# Perleberger Roland
Koordinaten: 53° 4′ 38,6″ N, 11° 51′ 46,7″ O

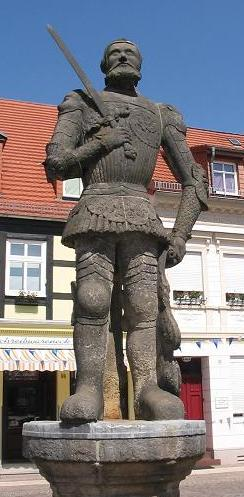
Perleberger Roland

Der Perleberger Roland steht in Perleberg, der Kreisstadt des Landkreises Prignitz im Bundesland Brandenburg.

## Geschichte
Im Jahre 1498 wurde der Perleberger Roland in Ratsprotokollen erstmals erwähnt. In diesen heißt es: »Item de Rolanth kostede twyntich mark (den meyster tho lone vifteyen mark mede gerekent) mit aller kostunge«. Es wird vermutet, dass der Roland zu dieser Zeit aus Holz bestand. Die zweifach eingehauene Jahreszahl 1546 gleicht der Jahreszahl für die Einrichtung des Landgerichts für die Prignitz in Perleberg und im selben Jahr wurde Johannes Konow, ein sehr engagierter Bürgermeister, zum ersten Landrichter ernannt. Ob diese Zahl gleichbedeutend mit einer Erneuerung des Rolandes ist, welcher in mittelalterlichen Städten als Zeichen für bürgerliche Freiheiten und Gerichtsbarkeit galt, ist nicht bekannt. Um den Glanz und Charakter der Stadt zu prägen – gerade jetzt, da das Landgericht hier errichtet worden war – wäre es durchaus verständlich, den Roland aufzubessern und die eventuell aus Holz bestehende Figur durch eine aus Stein zu ersetzen. Die heutige Rolandstatue mit geschweiftem Prunkschild, dem märkischen Adler, der Kopfbedeckung und dem verzierten Harnisch wurde Ende des 16. oder Anfang des 17. Jahrhunderts erneuert. Ebenso mussten im 19. Jahrhundert das Schwert und die Nase ausgebessert werden, da sie von Vandalen beschädigt worden waren. Im Jahre 1954 wurde der Roland aufgrund des zunehmenden Verkehrs auf der ehemaligen F5, die damals durch die Innenstadt führte, um etwa 1,60 Meter in Richtung Rathaus verschoben.

## Beschreibung
Die 5,50 Meter hohe Rolandfigur aus Sandstein befindet sich auf der nordöstlichen Seite des Großen Marktes vor der ehemaligen Bibliothek. Dargestellt ist ein Ritter mit einer verzierten Plattenrüstung, der in der rechten Hand ein Schwert hoch- und mit der linken Hand ein gegen das linke Bein gelehntes Schild festhält. Auf dem Schild ist der märkische Adler. Ein Pfeiler an der Rückseite stützt, dieser trägt die Jahreszahl 1546. Die Rolandstatue befindet sich auf einem achteckigen Sockel, dessen Seiten Szenen aus der Herkulessage abbilden. Dieses Relief ist stark verwittert und kaum noch zu erkennen. Außerdem ist am vorderen Rand des Sockels ebenfalls das Jahr 1546 eingemeißelt. Ein Rekonstruktionsversuch der kaum mehr zu erkennenden Figuren des Reliefs befindet sich als Zeichnung im örtlichen Museum.